# Saza
Saza (佐々町, Saza-chō) est un bourg japonais situé dans la préfecture de Nagasaki.

## Géographie

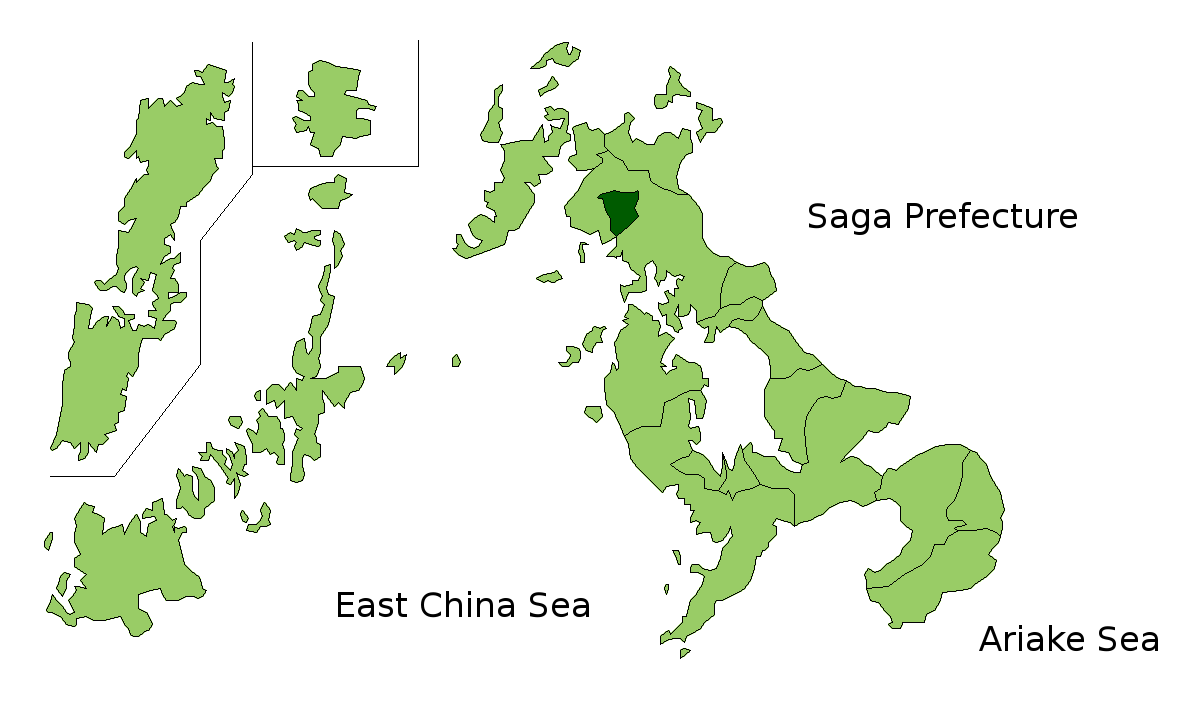
Saza dans la préfecture de Nagasaki.

### Démographie
En 2009, le bourg de Saza avait une population estimée à 13 624 habitants répartis sur une superficie de 32,30 km2.